# Wen Jiabao
Wen Jiabao er et kinesisk navn; efternavnet/familienavnet er Wen.
Wen Jiabao (simplificeret kinesisk: 温家宝; traditionel kinesisk: 溫家寶; pinyin: Wēn Jiābǎo; Wade-Giles: Wen Chia-pao) (født 15. september 1942 i Tianjin, Kina) er en tidligere kinesisk politiker, der fra 2003 til 2013 var formand for Folkerepublikken Kinas statsråd – og dermed landets premierminister. Han blev efterfulgt af Li Keqiang.
Han har en doktorgrad i geologi fra universitetet i Beijing og har været medlem af Kinas kommunistiske parti siden 1965.
Wen Jiabao var rangeret som nr. 3 i Det kinesiske kommunistpartis politburos stående komité da Hu Jintao var præsident.
- Wikimedia Commons har flere filer relateret til Wen Jiabao

1. ↑  Navnet er anført på engelsk og stammer fra Wikidata hvor navnet endnu ikke findes på dansk.